# 春天吶喊
春天吶喊，簡稱春吶，自1995年開辦至2019年，為台灣歷史最悠久的大型音樂祭，也是台灣規模最大的國際型音樂藝術文化展演活動。
在2007年正式獲准進駐台灣最南端墾丁鵝鑾鼻公園內舉辦，是該公園首度大型展演活動進駐的先例，同時也再度創下橫跨二大場地（另一含住宿之表演場地於小墾丁牛仔渡假村）、10個舞台同時開演的創舉，超過500組創作者／團體報名，打破所有音樂祭或相關比賽活動之紀錄，活動三天，再創超過230組國內外演出者破紀錄輪番演出。
以往也常被暱稱為「叫春」或「春吶」，近年來這些暱稱則常以濫用或類諧音的方式，被在墾丁地區舉辦的其他非官方活動使用為活動名稱。
2020年春天吶喊宣布停辦，2021年由屏東縣政府宣布舉辦「台灣祭」接下墾丁音樂祭火炬。

## 活動源起
春天吶喊音樂藝術祭創辦於1995年。
是由兩位已經定居在台灣並成家立業的外籍人士－Jimi（吉米）和Wade（偉德）所創辦主持至今。當時雖然已經開始有唱自己創作的歌曲，但演出的樂團也大多還是表演翻唱歌曲，至今逐漸發展為獨立樂團表演的平台。春天吶喊從一開始即堅持以十二生肖的動物作為每年的吉祥象徵，例如2007年是春天吶喊輪完十二生肖後，又從頭開始的一年，所以2007年活動也稱「2007 春天吶喊豬豬年」。

## 精神主旨
- 創新並推廣多元化的本土原創音樂以及藝術展演。
- 支持並鼓勵台灣本地的表演者、創作樂團、藝術家們、還有許多忠實的支持者，不僅透過展演，也透過整個參加活動、獨立宣傳和相互交流的過程，讓他們勇於展現出獨有的豐沛創意，是他們使得這個活動得以發光發熱。
- 音樂及藝術創作者不分年紀、不分族群，擁有多元而豐富的音樂型態，開拓屬於他們的聽眾，並分享內心感動的音樂。
- 來自世界各地的音樂同好們，可以儘情擁抱大自然的環境，相互交流、支持，並進而深深鼓舞週遭的人們。
- 致力於促進族群間的和諧、支持及力行環保概念、保護弱勢及援助如婦女及孩童團體、關懷流浪動物，關懷社會公益等相關活動。

## 主要內容

### 音樂
二位主辦人都是音樂人，偉德到現在還是玩團並有自己的錄音工作室，吉米則是這牆音樂藝文展演空間的負責人，因此以創作音樂為主軸，鼓勵各類型創作音樂及個人參與展演，也是創多舞台同時開演之先例，十幾年來早已超過千組展演藝人及團體參加。以2007年為例，共有10個舞台：Disco、Double Pig、Island、Hillside、Rodeo、Circle、Park、Lighthouse等八個舞台，以及South、North等二個超大型舞台，連續三天超過230組演出，每天展演時間超過10小時。
2007較具知名度演出名單簡列：楊乃文、黃立行、王宏恩、柯有綸、黃義達、阿弟仔、ABS（China Blue）、Project Early...等，另外還有早已是春吶常客的如張懸、陳綺貞、何欣穗、董事長樂團、四分衛、1976、Tizzy bac、Echo...等，另外還有來自國外包括：Mates of State（USA） 、One Ring Zero （USA）、Ramona Cordova（France）、Girl and the machine（Canada） 、Battle Circus（Newzealand） 、Mimie Chan（Japan）、Atash（USA）．．．等樂團。

### 藝術
包括獨立電影、創作短片、手工市集、裝置藝術、塗鴉彩繪、行動藝術等各式分區分時規劃及展演，許多創新的內容也都來自二位自身就是藝術家的主辦人，如Jimi和Wade早於1992年於台中藝術街開辦過創作自拍短片研習會；1995年創辦【春天吶喊】即號召多個藝術手工攤位參加

### 影片
- 電影播放：獨立製片、音樂電影、藝術電影、創意短片、國際動畫等通常往年另設Film舞台播放，2007年則以搖滾造村內專屬電視頻道，每天24小時三天共計72小時不間斷播送音樂影片及創作短片。
- 影片競賽：創作短片、音樂MV、藝術片、紀錄片、動畫片等

### 攤位
獨立廠牌、手工創作、創意市集、美食餐飲、運動休閒、自創服飾品牌、民俗藝術服飾

## 延伸內容
- 休閒氛圍：露營區、舞蹈、非洲鼓、運動休閒（ex.鬥牛、滑板）、趣味競賽（ex.空氣吉他）
- 朝聖同眾：開拓屬於他們自己的樂園，分享內心感動的音樂
- 推廣環保：向大眾宣導隨時保持環境清潔，愛惜資源及生態，並做垃圾分類

## 重要年表

### 1990年代
1995年
- 主題：Pig豬年 2 days, Magic Studios（墾丁春天的吶喊）
- 時間：4月3、4日（期間2天）
- 地點：「夢幻墾丁」音樂空間
- 活動票價：$自費演出
- 演出：約12組、1個舞台
- bands have their own stalls, hand dyed and printed shirts. 樂團擁有自己的攤位、專屬T-shirt等紀念品

1996年
- 主題：Rat鼠年 2 days, Magic Studios
- 時間：期間2天
- 地點：「夢幻墾丁」音樂空間
- 活動票價：$200
- 演出：約30組、2個舞台
- stalls improve, hand dyed and printed shirts, artists submit designs for shirts.

1997年
- 主題：Ox牛年 3 days, Beach
- 時間：期間3天
- 地點：墾丁大街旁的海灘區
- 票價：$200
- 演出：約30組、2個舞台

1998年
- 主題：Tiger虎年 3 days, Beach
- 時間：期間3天
- 地點：墾丁大街旁的海灘區
- 票價：$500
- 演出：約70組、2個舞台／MTV現場直播，並首度有報紙媒體大幅報導
- 45 bands perform, 500 fans, 2 stages 約45組、2個舞台、數十個攤位
- required all bands must have minimum of one original song
- kenting mamas perform

1999年
- 主題：Rabbit兔年 4 days, LiouFu Campground
- 時間：期間4天
- 地點：六福山莊
- 票價：$500
- 演出：約80組、5個舞台
- required all music to be only original songs,
- gave out free CD of mp3 demo songs of bands performing at SS
- last year bands cook for bands

2000年
- 主題：Dragon龍年 4 days, LiouFu Campground
- 時間：期間4天
- 地點：六福山莊
- 票價：$1,000
- 演出：約120組、2個舞台、攤位約30個／首度開放媒體免費入場
- gave out free CD of mp3 demo songs of bands performing at SS
- design hooded long sleeve shirt
- last year volunteers cook and clean toilets.

### 2000年代
2001年
- 主題：Snake蛇年 4 days, LiouFu Campground
- 時間：期間4天
- 地點：六福山莊
- 票價：$1,000
- 演出：約130組、3個舞台、攤位數十個／首度開放媒體免費入場
- gave out free CD of mp3 demo songs plus pictures of bands performing at SS
- begin to cover stages

2002年
- 主題：Horse馬年 4 days, LiouFu Campground
- 時間：期間4天
- 地點：六福山莊
- 票價：$1,000
- 演出：約150組、3個舞台、攤位數十個

2003年
- 主題：Goat羊年 4 days, LiouFu Campground
- 時間：期間4天
- 地點：六福山莊
- 票價：$1,500
- 演出：約160組、4個舞台、攤位數十個

2004年
- 主題：Monkey猴年 11 days, LiouFu Campground
- 時間：期間11天
- 地點：六福山莊
- 票價：$1,500
- 演出：約200組、4個舞台、攤位數十個
- gave out free DVD of 3x mp3 demos songs and pictures from all bands who applied to SS
- film contest 開創獨立影片比賽、歡慶10週年，創下音樂祭首度跨二週末共11天創舉

2005年
- 主題：Chicken雞年 4 days, LiouFu Campground
- 時間：期間4天
- 地點：六福山莊
- 票價：$1,500
- 演出：約160組、4個舞台、攤位約50個
- poster contest, logo contest, film contest開創春天吶喊Logo賽、海報比賽

2006年
- 主題：Dog狗年 4 days, LiouFu Campground／
- 時間：期間4天
- 地點：六福山莊
- 票價：$1,500
- 演出：約160組、4個舞台、攤位創新高達76個

2007年
- 主題：2pig豬豬年 4 days, Erluanbi and ShauKenting Rodeo
- 時間：期間4天
- 地點：鵝鑾鼻國家公園&小墾丁
- 票價：$1,560
- 演出：約230組、4個舞台
- added pop artists who do original compositions
- make slippers and LED lights

2008年
- 主題：
- 時間：4月4日～6日（期間3天）
- 地點：墾丁鵝鸞鼻公園
- 活動票價：
- 演出：

2009年
- 主題：
- 時間：
- 地點：
- 活動票價：
- 演出：

2010年
- 主題：春天吶喊 虎2 （Spring Scream Tiger2）
- 時間：4月 2日～5日（期間4天）
- 地點：墾丁鵝鑾鼻公園
- 活動票價：$1560
- 演出：約200組樂團、7個舞台

### 2010年代
2011年
- 主題：
- 時間：
- 地點：
- 活動票價：
- 演出：

2012年
- 主題：
- 時間：
- 地點：
- 活動票價：
- 演出：

2013年
- 主題：春天吶喊 蛇蛇年
- 時間：4月 3日～7日（期間5天）
- 地點：墾丁 - 鵝鑾鼻燈塔公園＆最南露營區
- 活動票價：多日聯票: $2400
- 演出：200組來自世界各地樂團，6~8個舞台正式演出

2014年
- 主題：春天吶喊 馬年（他馬的春天吶喊）
- 時間：4月3日～6 日（期間4天）
- 地點：墾丁 - 鵝鑾鼻燈塔公園＆最南露營區
- 活動票價：單日票$1000, 套票$1500（4/3 及 4/6 不開放單日票僅供購買多日套票來賓入場）
- 演出：200 組來自世界各地樂團，6 ~ 8 個舞台 200 組來自世界各地樂團正式演出，

12:00~24:00 馬拉松式接力現場音樂演出。
各類音樂、藝術創作、影片影像、玩樂遊戲、裝置藝術、創意活動及展演。
各式藝文與美食攤位，以及獨立品牌之推廣及商品
2015年
- 主題：春天吶喊 羊羊年
- 時間：4月2日～6日（期間5天）
- 地點：墾丁 - 鵝鑾鼻燈塔公園＆最南露營區
- 活動票價：單日票$1200~$1500, 套票$1688~2000 （4/2 及 4/6 不開放單日票僅供購買多日套票來賓入場）
- 演出：200 組來自世界各地樂團，5 ~ 7 個舞台 200 組來自世界各地樂團正式演出，

12:00~24:00 馬拉松式接力現場音樂演出。
2016年
- 主題：春天吶喊 猴年
- 時間：4月1日～5日（期間5天）
- 地點：墾丁 - 鵝鑾鼻燈塔公園＆最南露營區
- 活動票價：單日票$1440~$1500, 套票$1900~2200 （4/1 及 4/5 不開放單日票僅供購買多日套票來賓入場）
- 演出：200 組來自世界各地樂團，6 個舞台 200 組來自世界各地樂團正式演出，

12:00~24:00 馬拉松式接力現場音樂演出, 各類音樂、藝術創作、影片影像、玩樂遊戲、裝置藝術、創意活動及展演。各式藝文與美食攤位，以及獨立品牌之推廣及商品。
2017年
- 主題：
- 時間：4月1日～3日（期間3天）
- 地點：墾丁 - 鵝鑾鼻國家公園
- 活動票價：單日預售票 NT$900、$933~$966、單日現場票 NT$1,000
  - Full Fun ticket NT$3,000（包含12份美味飲品以及驚喜紀念品）
  - 三日預售票 NT$2,500~$2,700、三日現場票 NT$2,800
- 演出：

2018年
- 主題：
- 時間：4月5日～7日（期間3天）
- 地點：
- 活動票價：
- 演出：

2019年
- 主題：春吶25週年在高雄
- 時間：5月3日～5日（期間3天）
- 地點：高雄旗津海岸公園
- 活動票價：預售早鳥票 3日$1000元、4日及5日$2000, 套票優惠價$3800
- 演出：Hebe 田馥甄、林宥嘉、玖壹壹等

2020-2021年
2020年「春宴」宣布停辦，2021年屏縣府舉辦「台灣祭」接下墾丁音樂季火炬。

## 外部連結
- 春天吶喊網站（1995-2016） （页面存档备份，存于）
- 墾丁國家公園管理處 （页面存档备份，存于）
- 墾丁音樂季 （页面存档备份，存于）

「台灣祭」接下墾丁音樂火炬 首日20萬人流動創新高 （页面存档备份，存于）